# Flemming Damhus Pedersen
Flemming Damhus Pedersen (19. maj 1925 – 12. marts 2004) var en dansk matematiker tilknyttet Danmarks Tekniske Universitet.
Flemming Damhus Pedersen blev student i 1944 og påbegyndte straks derefter studier i matematik, fysik og kemi ved Københavns Universitet. Fra 1948-1952 var han på studieophold ved University of Southern California, Los Angeles, hvor han erhvervede doktorgraden ( PhD) i 1952 på en afhandling om emner fra metrisk geometri. I 1952-1953 var han Postdoc ved Yale University.
Tilbage i Danmark kompletterede Flemming Damhus Pedersen sin uddannelse ved Københavns Universitet med graderne cand.mag. og mag.scient. i 1954. Han fik herefter ansættelse ved  Danmarks Tekniske Universitet, hvor han blev en højt værdsat lærer, der hurtigt fik ry som en fremragende forelæser. Han fratrådte sin stilling som afdelingsleder (docent) i 1988.
Flemming Damhus  Pedersen havde gode administrative evner  som han uegennyttigt stillede til rådighed for matematikersamfundet i Danmark. Han var formand for Dansk Matematisk Forening i perioden 1970-1974, og var den afgørende hovedkraft bag afholdelsen af foreningens 100 års jubilæum i 1973.